# Pattonomys
Pattonomys is een geslacht van knaagdieren uit de onderfamilie Echimyinae van de familie stekelratten (Echimyidae) dat voorkomt in de kustbossen van Colombia en Venezuela en de westelijke Amazonebekken. Het is in 2005 beschreven door Louise H. Emmons op basis van een aantal vormen die tevoren tot Echimys waren gerekend. Het geslacht is genoemd naar James L. Patton voor zijn vele studies naar de stekelratten.

## Kenmerken
Ze zijn middelgrote tot grote aan bomen aangepaste ratten. Het hoofd en de flanken zijn grijs, de rug bruin en de staart roodachtig bruin. De vacht is zeer stekelig. De tanden zijn zo verschillend van andere geslachten dat één tand vaak genoeg is om te zien dat hij tot Pattonomys behoort.

## Soorten
Het geslacht omvat de volgende soorten:
- Pattonomys carrikeri (J. A. Allen, 1911)
- Pattonomys flavidus (Hollister, 1914)
- Pattonomys punctatus (O. Thomas, 1899)
- Pattonomys semivillosus (I. Geoffroy Saint-Hilaire, 1838)